# France Télévisions
France Télévisions (stilizat ca france•tv) este o companie națională de programe care gestionează activitățile televiziunii publice din Franța, de la producție până la difuzare. Compania a fost fondată pe 7 septembrie 1992 apoi pe 4 ianuarie 2010 a devenit o societate mixtă.
Compania mai deține și canalele France 2, France 3, France 4, France 5 și France Info.

## Istoria grupului
În 1989, în urma unei conversații cu președintele și CEO-ul Patrick Le Lay , ministrul culturii Jack Lang a avut ideea de a oferi celor două canale publice Antenne 2 și FR3 o președinție comună. Împreună cu ministrul său delegat pentru Comunicare, Catherine Tasca, duce acest proiect care trebuie să promoveze o strategie comună și să asigure complementaritatea programelor între cele două canale pentru a face față ascensiunii în putere a TF1 și M6. CSA vrea să marcheze teritoriul spre surprinderea Philippe Guilhaume în calitate de președinte al grupului. Dar acesta a demisionat după 14 luni, în decembrie 1990.
Pe 7 septembrie 1992, Antenne 2 și FR3 și-au schimbat numele în France 2 și France 3, fiind grupate într-o nouă entitate numită France Télévision (fără s). Din 1 ianuarie 1993 France Télévisions participă la crearea canalului pan-european de știri Euronews alături de Rai și RTVE.

## Activitate
Grupul deține canale de televiziune generaliste, tematice și locale, precum și posturi de radio. Are multe site-uri web de informare, educație, tineret și oferă platforme de creație audiovizuală și servicii asociate canalelor sale. Are mai multe filiale, cum ar fi companii de producție audiovizuală sau agenții de publicitate.

## Canale

### Naționale
- La Première
- France 2
- France 3
- France 4
  - Okoo
  - Culturebox
- France 5
- France Info

### Tematice
- Planeté+ Crime

### Internaționale
- TV5 Monde
- ARTE

## Subsidiare
- France.tv Publicité
- France.tv Distribution
- France.tv Studio
  - France.tv Access
  - France Doublage
  - Histodio
- France 2 Cinéma și France 3 Cinéma

## Logo-uri

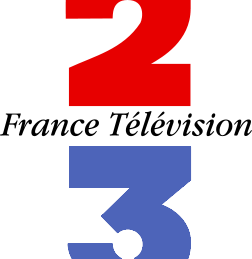
Primul logo al France Télévisions folosit din 1992 până în 2000
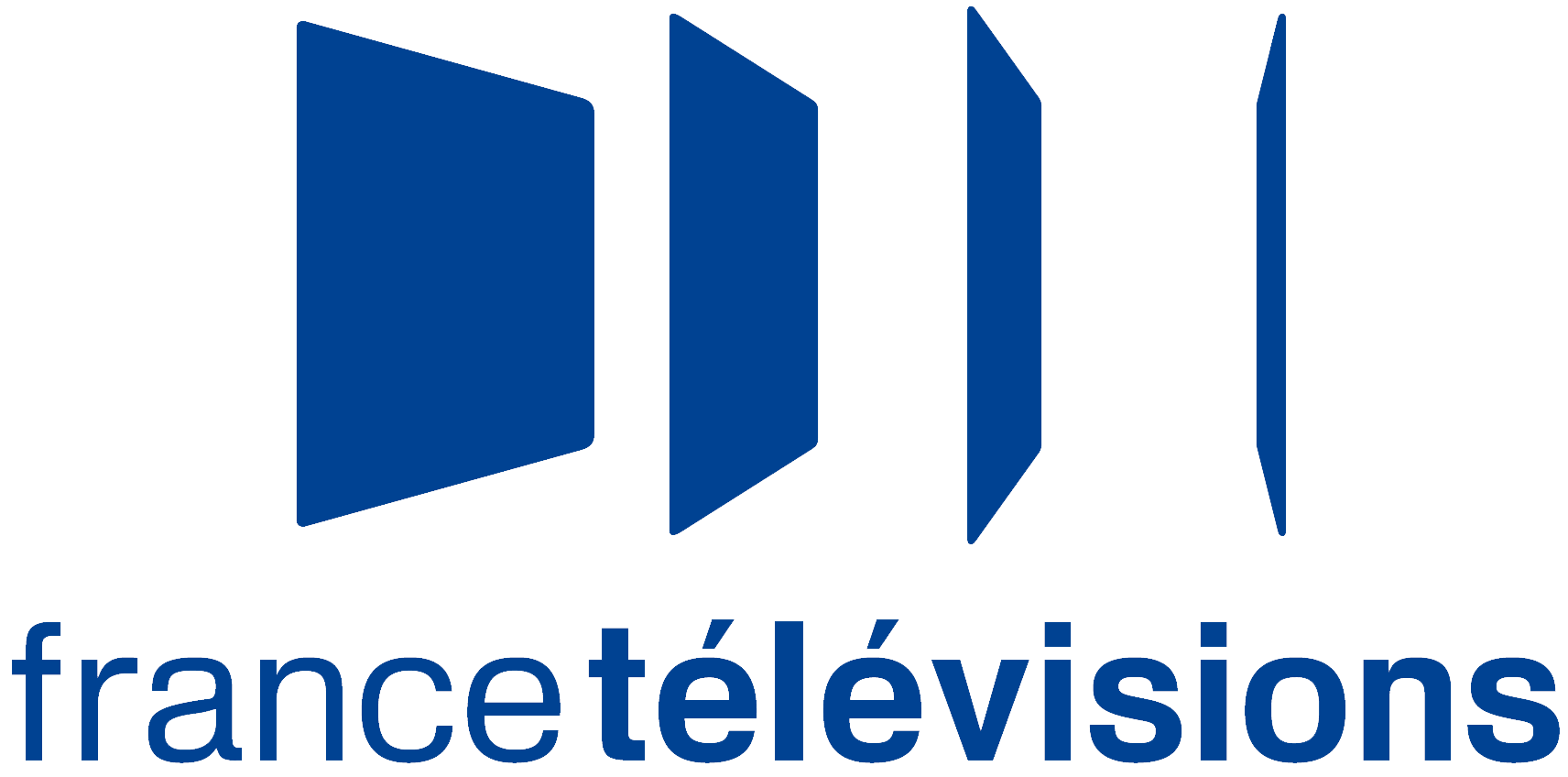
Al treilea logo al France Télévisions folosit din 2002 până în 2008
Al patrulea logo al France Télévisions folosit din 2008 până în 2011
Al șaselea logo al France Télévisions folosit din 2012 până în 2018